# SEAT Ateca
El SEAT Ateca es un vehículo utilitario deportivo (SUV) del segmento C producido por el fabricante español SEAT desde el segundo trimestre de 2016. Es el primer SUV de la marca, ubicándose entre los modelos SEAT Arona y el SEAT Tarraco. Su nombre viene del municipio español Ateca dentro de la Comunidad de Calatayud, en la provincia de Zaragoza, Aragón.
Entre los rivales del Ateca se encuentran los Citroën C5 Aircross, Ford Kuga, Honda CR-V, Hyundai Tucson, Kia Sportage, Mazda CX-5, Nissan Qashqai, Opel Grandland X, Peugeot 3008, Renault Kadjar, Toyota RAV4, así como el Škoda Karoq y la versión de batalla corta del Volkswagen Tiguan con los que comparte plataforma.

## Presentación

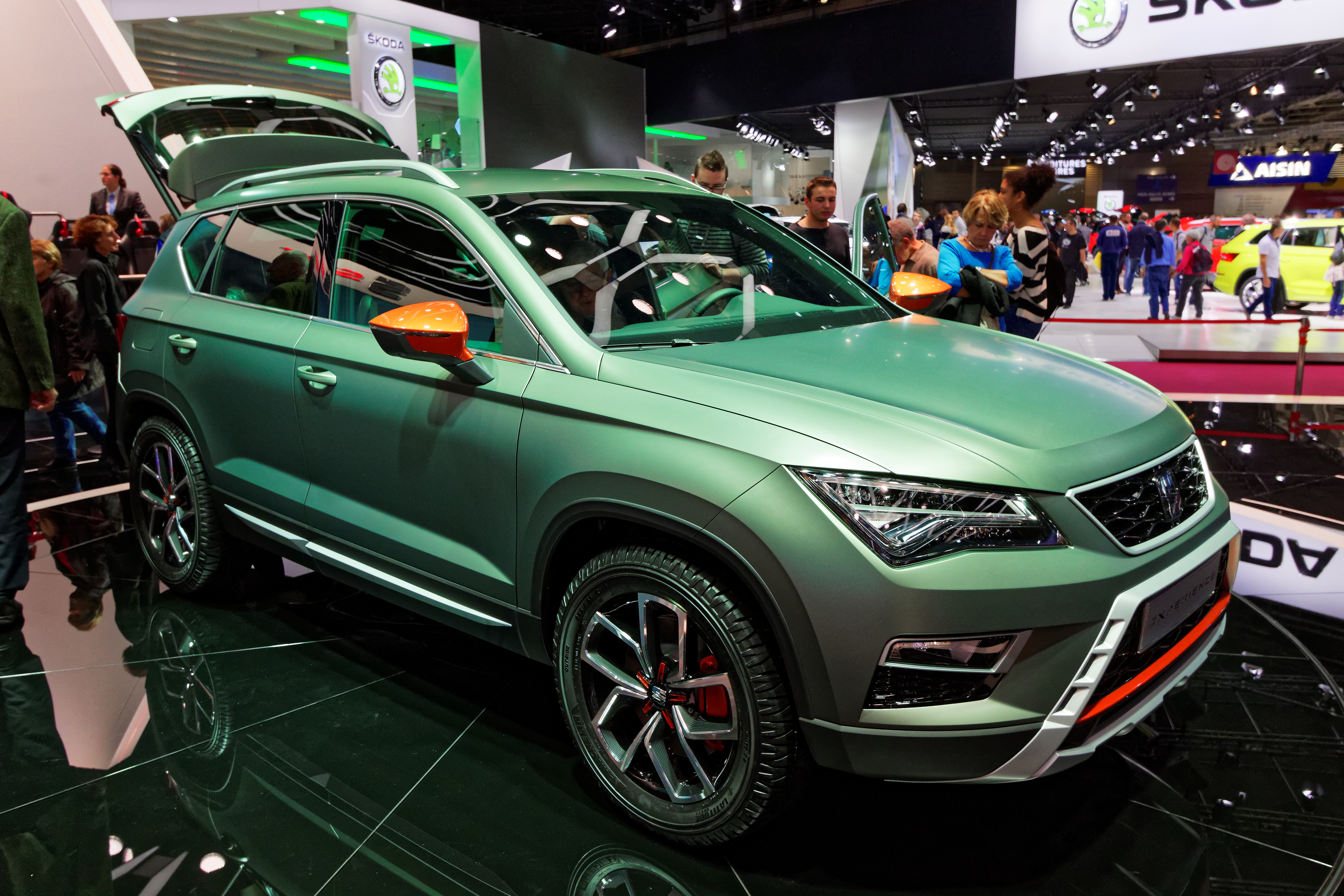
X-Perience Concept en el Salón del Automóvil de París de 2016.

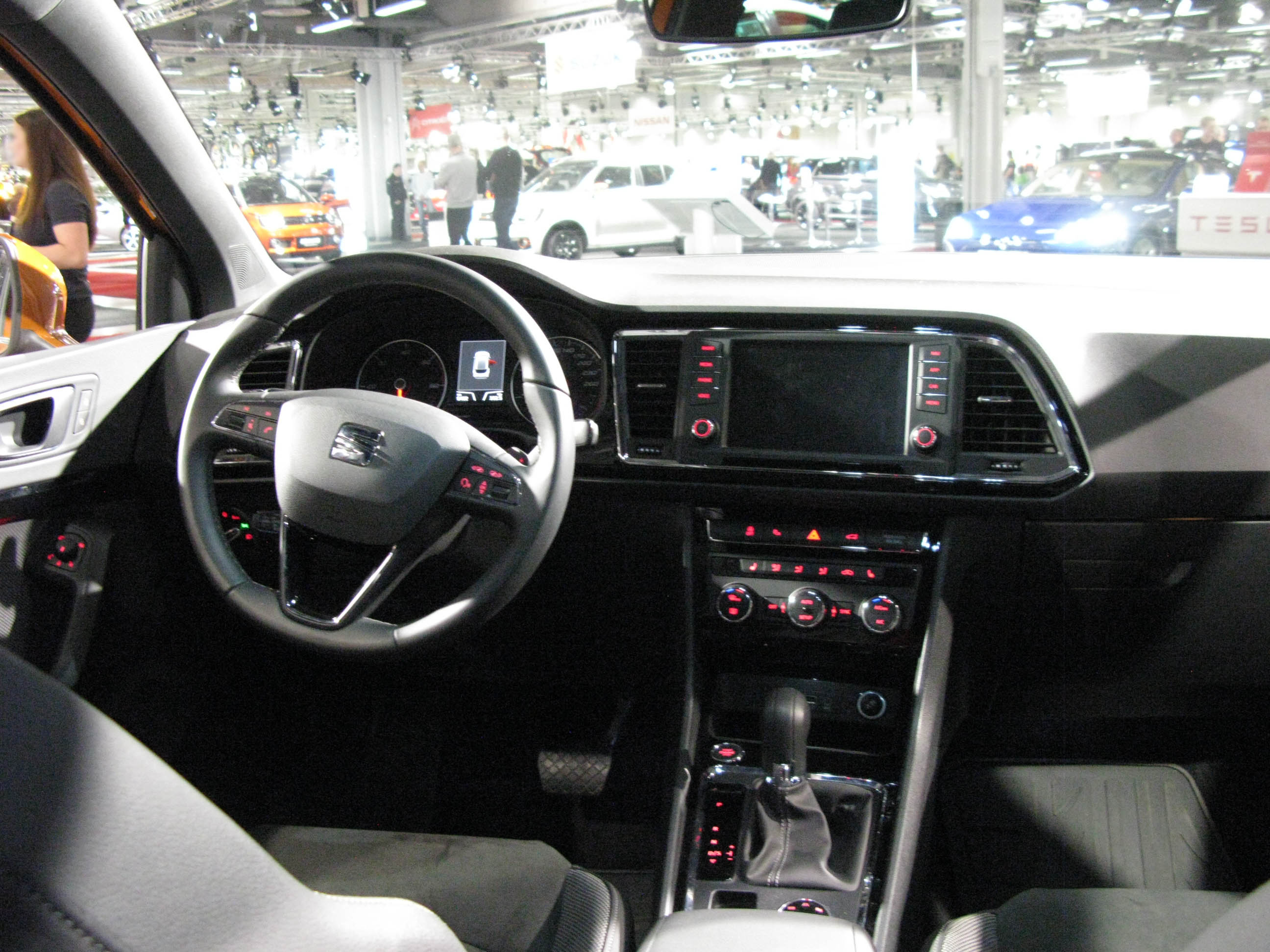
Interior.

El SEAT Ateca (modelo KH7 / 575) fue presentado oficialmente a la prensa el 10 de febrero de 2016 y su debut oficial para el salón de Ginebra de 2016, para comercializarlo a partir de junio del mismo año.
El modelo usa la plataforma MQB del Grupo Volkswagen al igual que el SEAT León de tercera generación, del cual tiene rasgos y un equipamiento muy similar. Su producción se lleva a cabo en la planta de Kvasiny (República Checa) junto a los Škoda Kodiaq y Škoda Karoq también basado en la misma plataforma, compartiendo parte de los paneles, pues los Škoda se basan algo en el Ateca.
Posteriormente, en el Salón del Automóvil de París 2016, se presentaría el SEAT Ateca X-Perience Concept, se diferencia del modelo de producción en que tiene una mayor altura defensas diferentes, alerón y deflectores traseros, moldura lateral cromada entre otros accesorios, la marca estudia la posibilidad de lanzarlo al mercado. 
Antes de conocerse el nombre oficial que usaría el modelo, la prensa especuló con varios nombres en un principio el más sonado fue Tecta, pero después de que el presidente de SEAT confirmara que usaría nombre de ciudad española o relacionado con su geografía, sonaron nombres como: (Aran, Quirós Teide y Pirineos) relacionados con montañas o valles de España, (Tajo y Duero) relacionados con ríos y (Zaragoza o Aranjuez) como ciudades. Ya que para la marca utilizar esta nomenclatura es su seña de identidad, salvo alguna pequeña excepción. 
El nuevo modelo de SEAT estrena novedades en el equipamiento, como el asistente para atascos "Traffic Jam Assist", nuevo asistente para emergencias "Emergency Assist", pantalla táctil de 8 pulgadas (20,3 cm), luz de cortesía varios colores, led de los retrovisores exteriores iluminan la zona de las puertas y proyectan el nombre y la silueta del ATECA en el suelo, portón eléctrico, cámara 360° que incluye 4 cámaras en total ubicadas en la parte delantera, trasera y en ambos retrovisores exteriores, techo panorámico, connectivity Box para carga inalámbrica de teléfonos inteligentes en consola central para teléfonos con tecnología Qi y freno de mano eléctrico entre otras novedades.

## Acabados

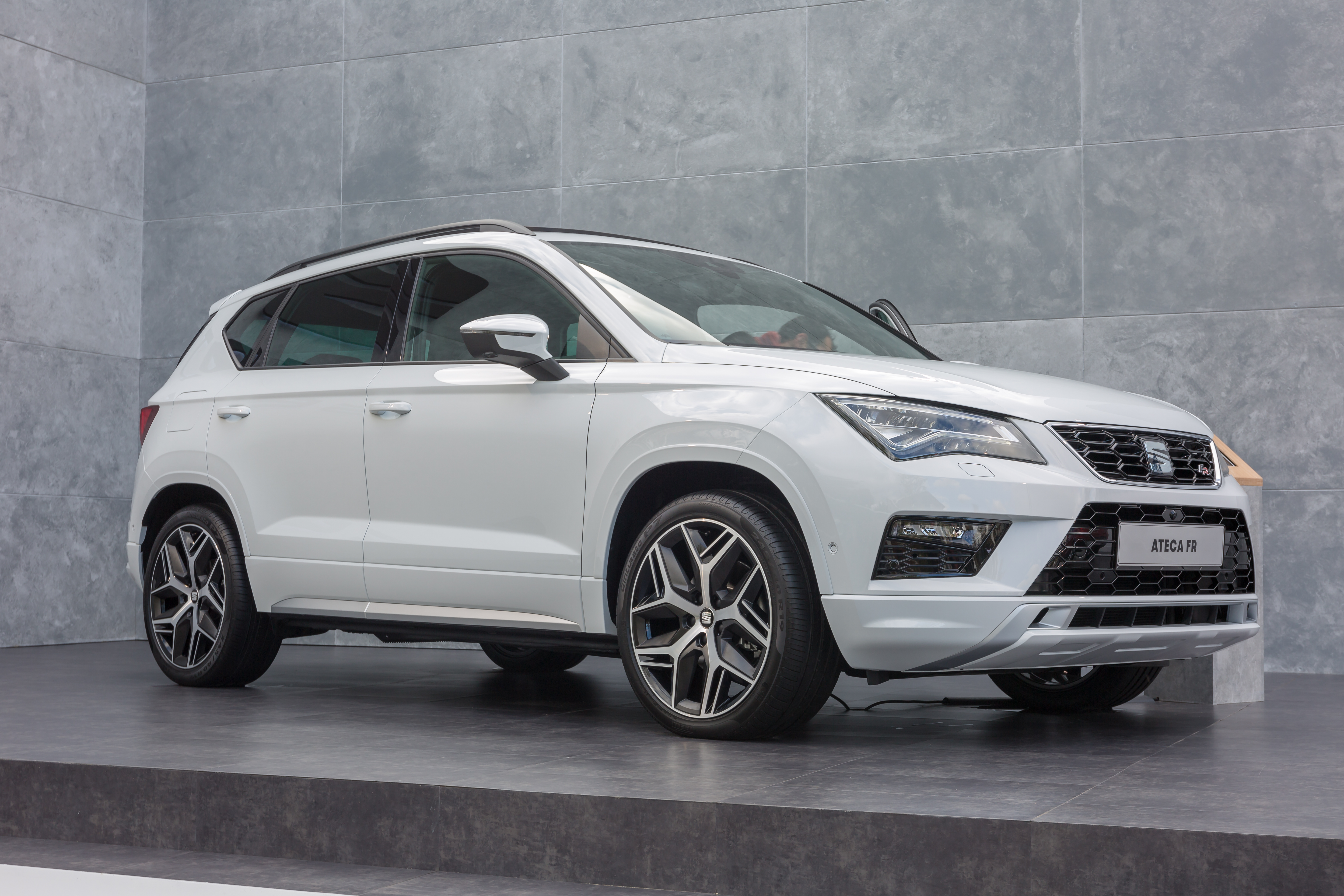
FR en el Salón del Automóvil de París de 2018

El SEAT Ateca se incorpora al mercado en un principio con 3 niveles de acabado, posteriormente se amplió la gama en mayo de 2017 con la incorporación del acabado FR:
- Reference: Versión básica del modelo; exteriormente, trae en color negro los bajos de las defensas, manijas de puerta y retrovisores. Equipa llantas de acero de 16 pulgadas (40,6 cm), solamente disponible en algunos mercados de Europa.

- Style: Versión media de la gama; exteriormente, equipa faros antiniebla, los retrovisores y manijas pasan a estar en el color de la carrocería a la vez que sus bajos pasan a tener detalle en gris, se incorpora la barra de techo de serie en color negra y las llantas en este acabado son de 17 pulgadas (43,2 cm).

- Xcellence: Versión alta de gama; exteriormente, equipa los faros completamente led, los marcos de las ventanas cromados al igual que la barra del techo, que también pasa a ser cromada y las llantas en este acabado son de 18 pulgadas (45,7 cm) o las opcionales de 19 pulgadas (48,3 cm). En 2020 con la llegada del rediseño, se sustituye la denominación Xcellence por Xperience.

- FR: Versión deportiva y alta de gama; exteriormente, los plásticos vienen pintados de color carrocería, con detalles de las partes bajas en cromados a excepción de los marcos de ventanillas y barras de techo en color negro, llantas de 18 pulgadas (45,7 cm) Performance, un alerón trasero tipo visera y logos "FR". El interior incorpora los detalles típicos de la gama FR, como el volante achatado, pedales deportivos, entre otros.[4]

Dentro del equipamiento, existen paquetes de accesorios para darle toques de personalización con pequeños detalles.

### Ediciones especiales/Series limitadas
| 2017 | SEAT Ateca FR Line (Europa del este) | Style/Xcellence |
| Edición exclusiva para algunos mercados de Europa; se trata de los acabados Style o Xcellence con una estética más " Off Road " similar al prototipo Xperience, ya que monta de serie el " Styling Pack " de SEAT Sport Line, el alerón trasero del FR, logos FR Line en portón, estriberas y la moldura del volante específica.                                           |                                      |                 |
| 2018 | SEAT Ateca Stealth Edition (Austria) | FR              |
| Edición limitada a 15 unidades para Austria, bajo el acabado FR; solamente disponible con la carrocería en color gris mate con detalles en negro piano (bajos, pasos de rueda, retrovisores, manetas y llantas), mientras que el interior cuenta con tapicería de cuero negra. La motorización esta ligada al 1.4 TSI de 150 CV, con un equipamiento completo y exclusivo. |                                      |                 |
| 2018 | SEAT Ateca All-Terrain               | Xcellence       |
| versión preparada por el preparador alemán JE Design. |                                      |                 |
| 2019 | SEAT Ateca Graphite Edition          | Style/Xcellence |
| Edición exclusiva que monta el Styling Pack pasando a tener los detalles en gris grafito. |                                      |                 |
| 2020 | SEAT Ateca FR Black Edition          | FR              |
| Edición exclusiva Reino Unido. |                                      |                 |

## CUPRA Ateca

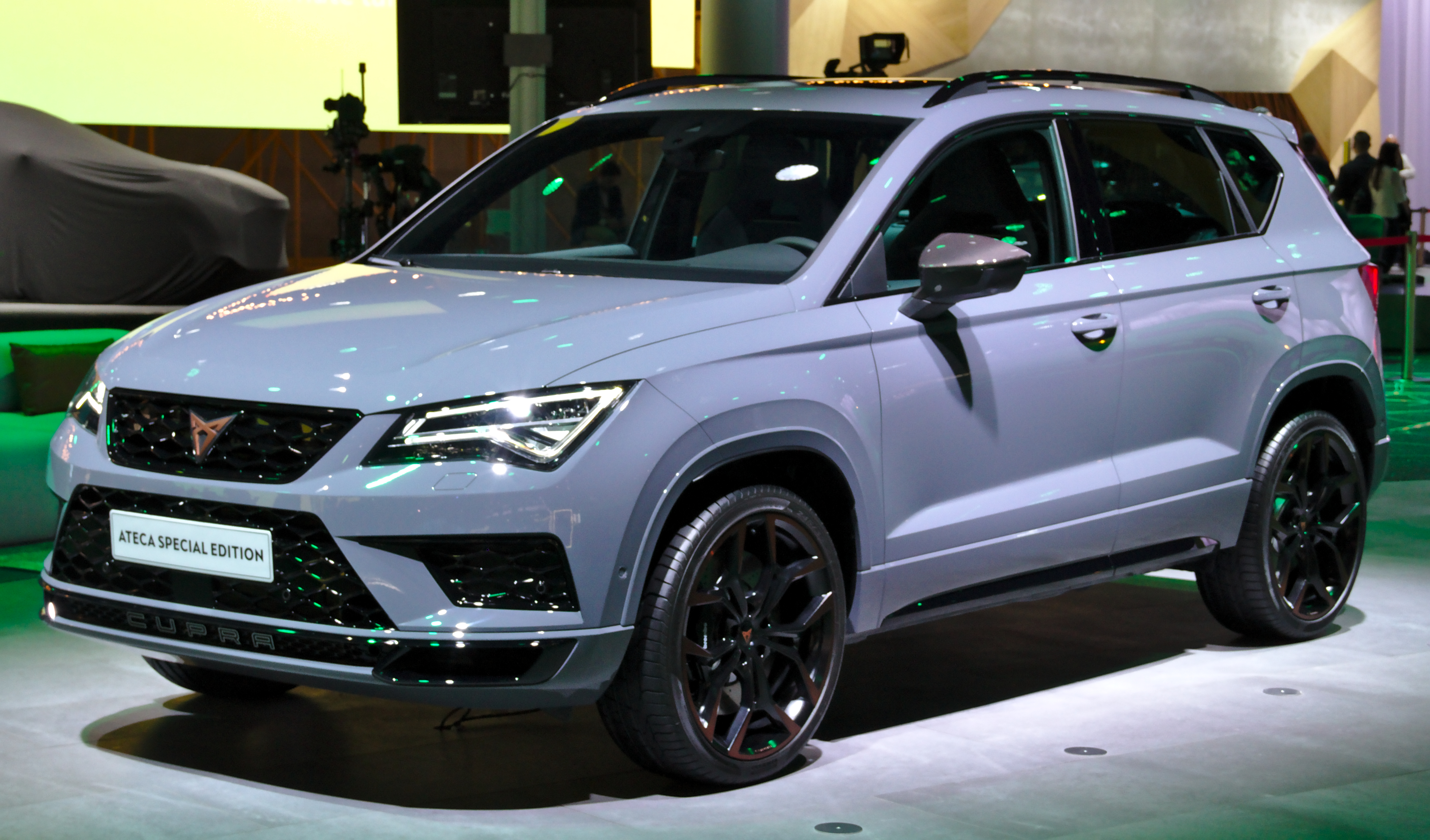
En el Salón del Automóvil de Fráncfort de 2019.

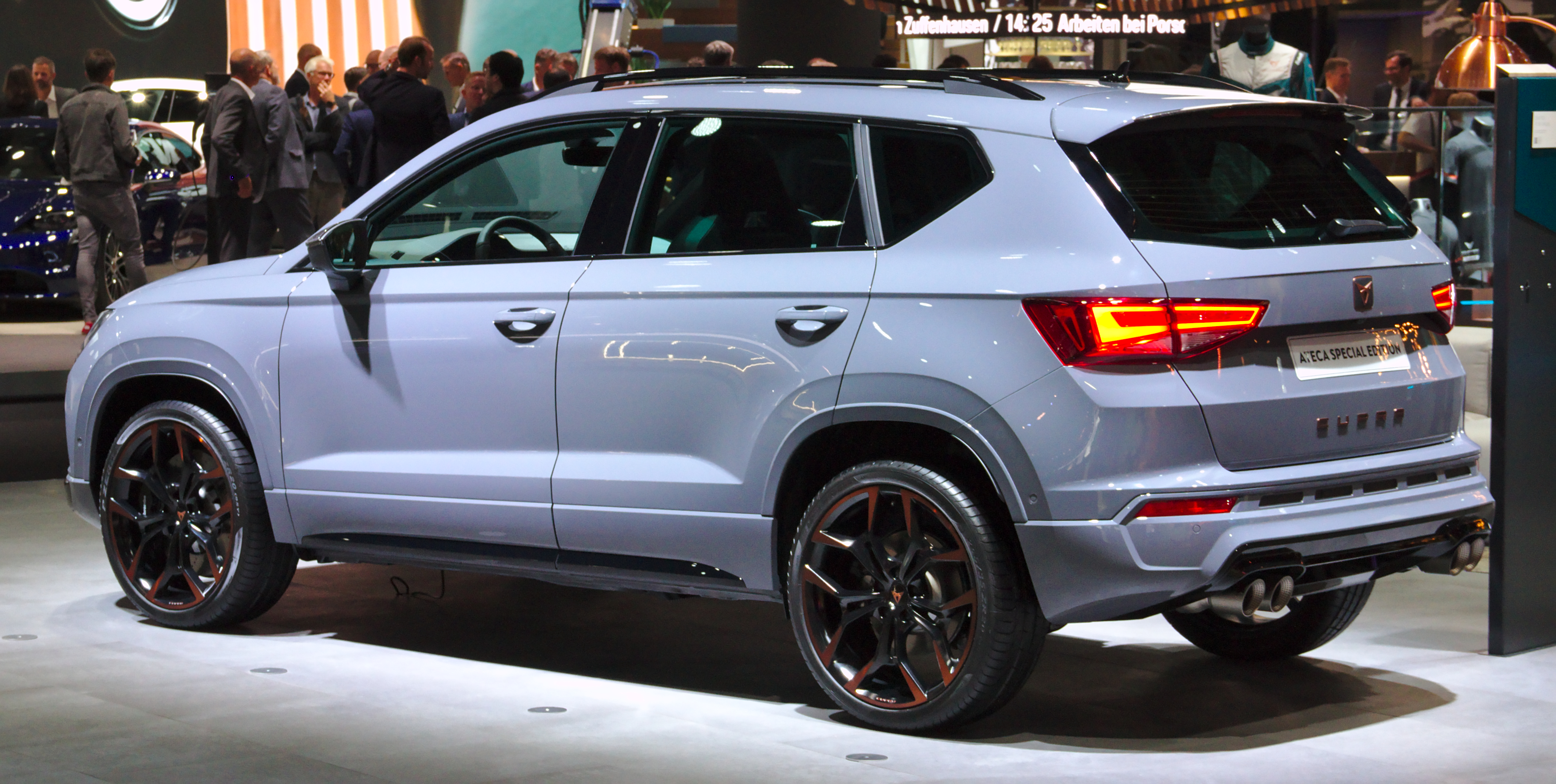
Vista trasera.

SEAT presentó en 2018 su nueva submarca deportiva bajo el nombre Cupra, la cual incorpora un nuevo logotipo y tipografía.
El primer modelo en estrenar la gama es el CUPRA Ateca, el cual integra una apariencia más deportiva, los cambios más apreciables son en el exterior nuevos paragolpes tanto delantero como trasero, el frontal con las parrillas de ventilación más anchas que incluyen la palabra Cupra a modo de coche de competición en la parte baja, mientras que el trasero incorpora un difusor negro brillo con doble salidas de escape con escapes dobles, mientras que el interior es muy similar a los Xperience plus y a los FR, pues solamente cambia la tapicería con un tejido de piel que simula un efecto de carbono y alcantara con bordado en blanco y como opcional están disponible unos asientos delanteros tipo baquet con tapicería de alcantara gris.
En motorizaciones tan solo cuenta con una única motorización exclusiva para el Cupra el 2.0 TSI de 300 CV, a esto se le puede añadir unos frenos Brembo y unos rines con detalles en cobre. En 2023 se añaden las motorizaciones 1.5 TSI 150 CV y los 2.0 TSI 190 CV y 360.
| Denominación del motor    | Año  | Cilindrada                 | Potencia                | Transmisión          |
| ------------------------- | ---- | -------------------------- | ----------------------- | -------------------- |
| Motor de gasolina 2.0 TSI | 2018 | 1984 cm³ (2 L; 121,1 plg³) | 300 CV (296 HP; 221 kW) | DSG de 7 velocidades |

En el salón de Ginebra de 2019 se presenta una edición limitada del Cupra Ateca, denominada como special edition, la diferencia es que solo estará disponible en un único color de carrocería "gris Graphene" además de incluir nuevos detalles estéticos que le dotan de mayor exclusividad, tanto interiores como exterior, entre estos elementos destacan unos añadidos en los pasos de ruedas, alerón, retrovisores y difusor en fibra de carbono, letras cupra en color cobre, llantas de 20 pulgadas (50,8 cm) bitono negro/cobre, doble escape Akrapovič y asientos tipo baquet con tapicería de alcantara azul. Esta edición limitada llega a producción con un cambio de nombre, ahora llamado limited edition con un total de 1999 unidades, del cual 350 unidades son para el mercado español.
En 2023 se presenta el Cupra Ateca VZ Cup con motor 2.0 TSI de 360 CV. exclusivamente para el mercado suizo.

## Tecnología

### Motorizaciones
En un principio el modelo cuenta con 2 motores de gasolina: los 1.0 TSI de 115 CV y 1.4 TSI de 150 CV. En 2017 se amplia con una tercera motorización gasolina el 2.0 TSI de 190 CV. En el último trimestre de 2018 se sustituye el 1.4 TSI por el 1.5 TSI de 150 CV.
Para 2019 se espera la introducción de una motorización TGI.
Las 3 variantes diésel son: los 1.6 TDI de 115 CV y 2.0 TDI de 150 y 190 CV, estando algunas de estas mecánicas diésel incorporadas con los dispositivos de AdBlue, para ser más respetuoso con el medioambiente y cumplir con la normativa Euro 6.
En México únicamente se ofrece la motorización 1.4 TSI de 150 caballos de fuerza y 184 lb-pie y, a partir del modelo 2020, todas las versiones de equipo incluyen tracción integral 4Drive y la versión FR ahora incluye un cuadro de instrumentos totalmente digital y portón trasero de apertura manos libres.

### Especificaciones
|                                | Motores de gasolina                           | Motores de gasolina                               | Motores de gasolina                               | Motores de gasolina                           | Motores diesel                                                          | Motores diesel                                                          | Motores diesel                                                          | Motores diesel |
|                                | 1.0 TSI                                       | 1.4 TSI                                           | 1.5 TSI                                           | 2.0 TSI                                       | 1.6 TDI                                                                 | 2.0 TDI                                                                 | 2.0 TDI                                                                 |                |
| ------------------------------ | --------------------------------------------- | ------------------------------------------------- | ------------------------------------------------- | --------------------------------------------- | ----------------------------------------------------------------------- | ----------------------------------------------------------------------- | ----------------------------------------------------------------------- | -------------- |
| Periodo                        | 2016 - Presente                               | 2016 - Presente                                   | 2018 - Presente                                   | 2017 - Presente                               | 2016-Presente                                                           | 2016-Presente                                                           | 2016-Presente                                                           |                |
| Identificación del motor       | CHZD                                          | CZEA, CZDA                                        | DADA                                              | CZPB                                          | DDYA                                                                    | CKFC, CRMB                                                              | DDAA                                                                    |                |
| Tipo de motor                  | L3 12v, inyección directa, turbo, intercooler | L4 16v, inyección directa, turbo, intercooler     | L4 16v, inyección directa, turbo, intercooler     | L4 16v, inyección directa, turbo, intercooler | L4 16v, diesel, inyección directa, common-rail, turbo, intercooler, DPF | L4 16v, diesel, inyección directa, common-rail, turbo, intercooler, DPF | L4 16v, diesel, inyección directa, common-rail, turbo, intercooler, DPF |                |
| Diámetro x carrera             | 74.5 mm × 76.4 mm                             | 74.5 mm × 80.0 mm                                 | 74.5 mm x 85.9 mm                                 | 82.5 mm × 92.8 mm                             | 79.5 mm × 80.5 mm                                                       | 81.0 mm × 95.5 mm                                                       | 81.0 mm × 95.5 mm                                                       |                |
| Cilindrada                     | 999 cm³                                       | 1395 cm³                                          | 1498 cm³                                          | 1984 cm³                                      | 1598 cm³                                                                | 1968 cm³                                                                | 1968 cm³                                                                |                |
| Relación de compresión         | 10.5: 1                                       | 10.0: 1                                           | 10.5:1                                            | 9.3: 1                                        | 16.2: 1                                                                 | 16.2: 1                                                                 | 16.5: 1                                                                 |                |
| Potencia máxima: CV (kW) @ rpm | 115 CV (85 kW) @ 5000-5500                    | 150 CV (110 kW) @ 5000-6000                       | 150 CV (110 kW) @ 5000-6000                       | 190 CV (140 kW) @ 4200-6000                   | 115 CV (85 kW) @ 3250-4000                                              | 150 CV (110 kW) @ 3500-4000                                             | 190 CV (140 kW) @ 3500-4000                                             |                |
| Par máximo: Nm @ rpm           | 200 Nm @ 2000-3500                            | 250 Nm @ 1500-3500                                | 250 Nm @ 1500-3500                                | 320 Nm @ 1450-4200                            | 250 Nm @ 1500-3000                                                      | 340 Nm @ 1750-3000                                                      | 400 Nm @ 1900-3300                                                      |                |
| Tracción                       | Delantera                                     | Delantera / Total                                 | Delantera / Total                                 | Total                                         | Delantera                                                               | Delantera / Total                                                       | Total                                                                   |                |
| Transmisión                    | Manual, 6 velocidades                         | Manual, 6 velocidades / Automática, 7 velocidades | Manual, 6 velocidades / Automática, 7 velocidades | Automática, 7 velocidades                     | Manual, 6 velocidades                                                   | Manual, 6 velocidades / Automática, 7 velocidades                       | Automática, 7 velocidades                                               |                |
| Peso                           | 1280 kg                                       | 1349-1476 kg                                      | 1355-1502 kg                                      | 1536 kg                                       | 1375 kg                                                                 | 1417-1548 kg                                                            | 1589 kg                                                                 |                |
| Aceleración (0-100 Km/h)       | 10.5 s                                        | 8.5-9.0 s                                         | 8.5-9.2 s                                         | 7.9 s                                         | 10.5 s                                                                  | 8.3-8.6 s                                                               | 7.5 s                                                                   |                |
| Velocidad máxima               | 183 Km/h                                      | 189-201 Km/h                                      | 189-201 Km/h                                      | 212 Km/h                                      | 184 Km/h                                                                | 196-202 Km/h                                                            | 212 Km/h                                                                |                |
| Consumo combinado (L/100 km)   | 5.2-5.3                                       | 5.3-6.3                                           | 5.5-6.5                                           | 6.9-7.0                                       | 4.3-4.4                                                                 | 4.4-5.1                                                                 | 5.2-5.3                                                                 |                |
| Norma anticontaminación        | Euro 6                                        | Euro 6                                            | Euro 6                                            | Euro 6                                        | Euro 6                                                                  | Euro 6                                                                  | Euro 6                                                                  |                |

### Rediseño

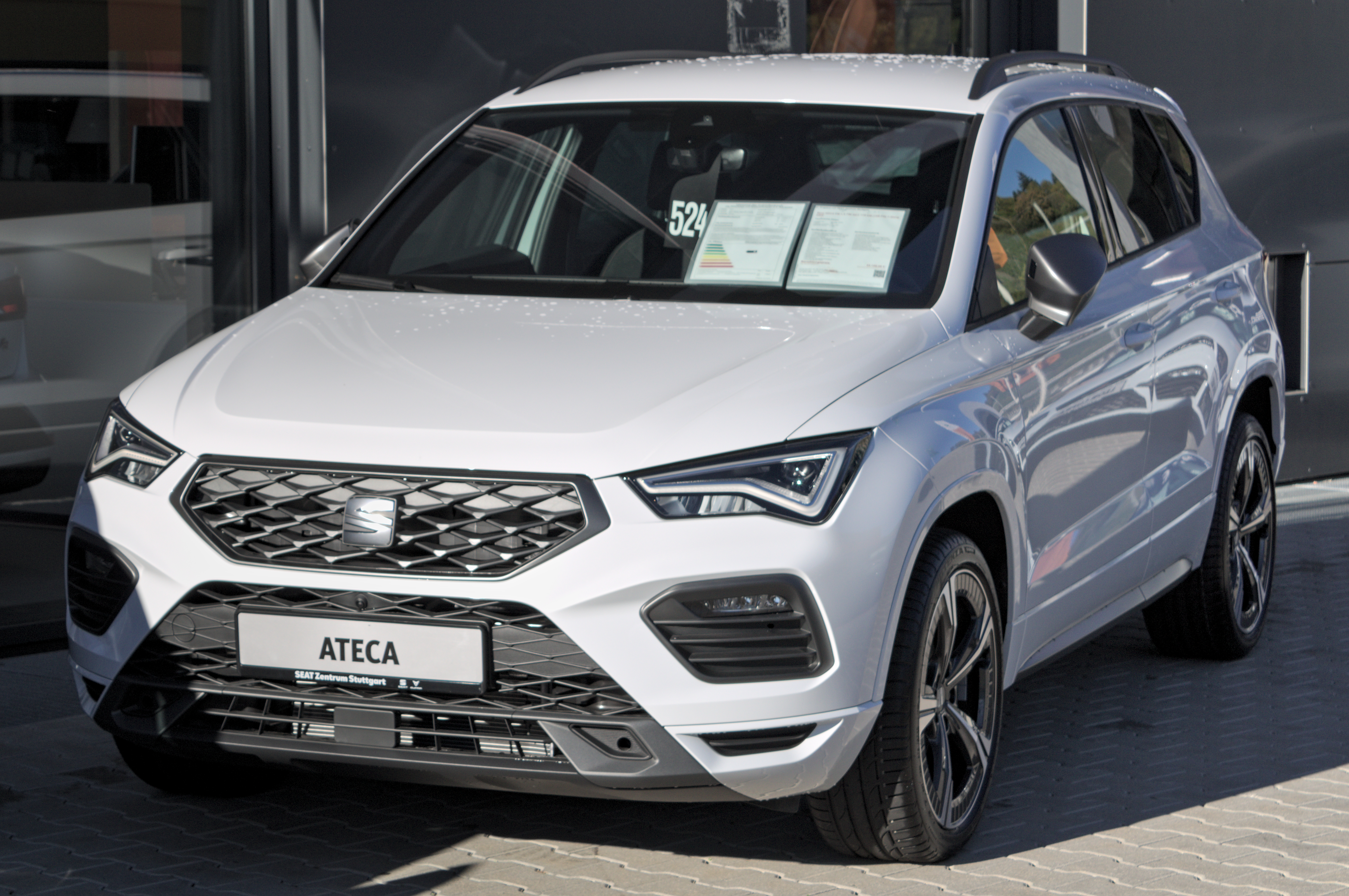
Nuevo frontal del rediseño de 2020.

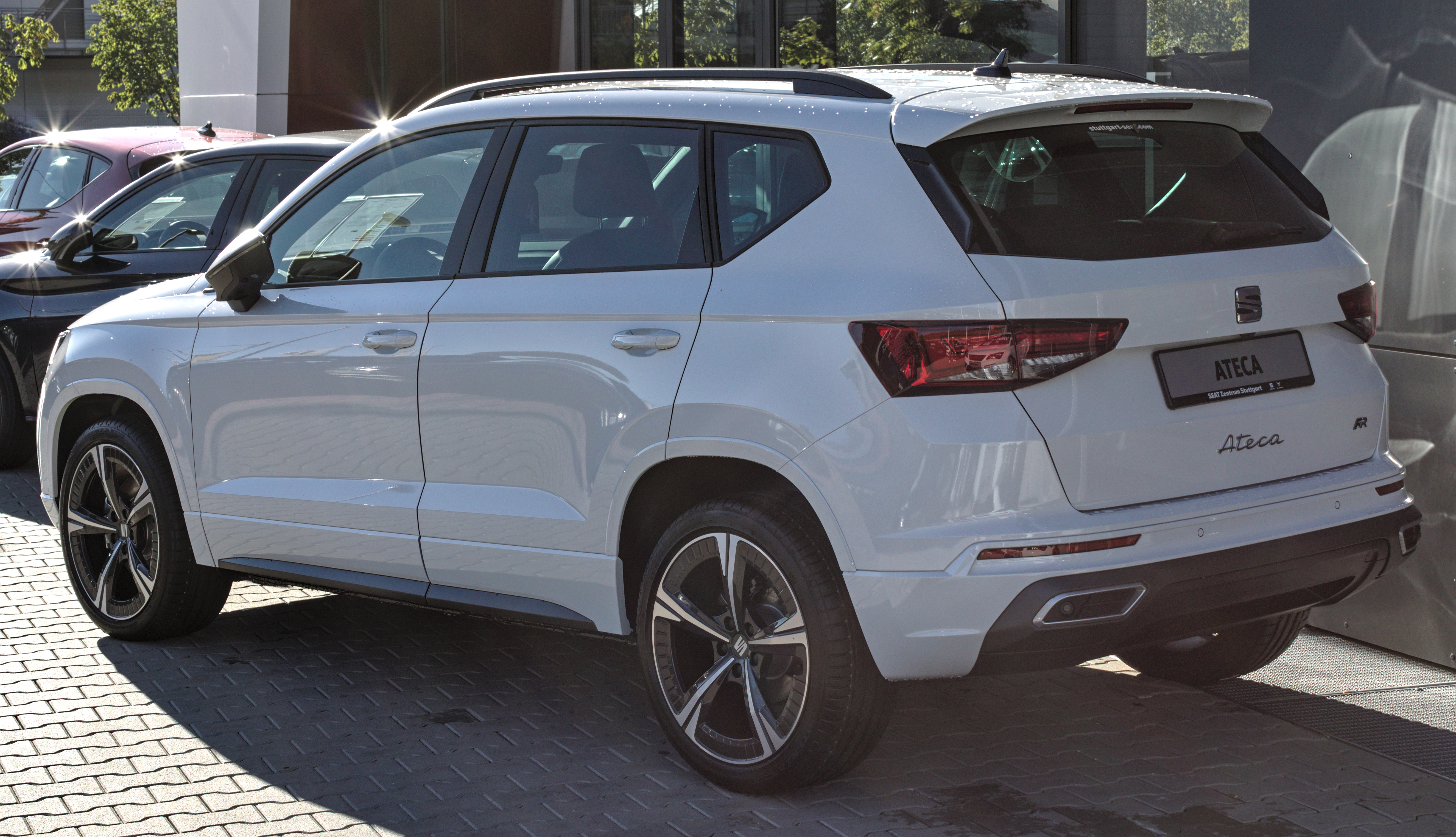
Vista trasera.

El 15 de junio de 2020 se presenta a prensa un rediseño del Ateca, con un nuevo frontal que integra nuevo paragolpes, calandra y faros, mientras que la trasera recibe nuevo paragolpes y la nueva tipografía de la marca, además incluye nuevos rines, mientras en el interior se añaden algunos detalles como el nuevo volante, respecto al equipamiento se mejora en materia de seguridad, por otro lado el 22 de junio se presenta el rediseño del CUPRA Ateca. SEAT anuncia que la comercialización de ambos modelos con la nueva estética llegara después del verano de 2020.

### Seguridad
El SEAT Ateca realizó las pruebas de choque de la Euro NCAP en el año 2016, y consiguió una calificación total de 5 estrellas:
| Calificación total:        | 5/5 estrellas |
| Ocupantes adultos:         | 93 %          |
| Ocupantes infantil:        | 84 %          |
| Peatones:                  | 71 %          |
| Asistencia a la seguridad: | 60%           |

## Prototipos
- Ateca X-perience concept (2016)
- Ateca Mattracks (2017)

## Competición
- Ateca Marathon: En 2023 SEAT presenta el Ateca Marathon con seis unidades preparadas para raids,[19] aunque solo tres estarán destinadas para acompañar en el RallyClassics de África al Toledo Marathon por su treinta aniversario.[20] El Ateca Marathon toma de base la motorización de 150Cv con tracción total, el cual a recibido una preparación que consiste en una elevación de la suspensión, rines Braid Fulltrace T Dakar de 16 pulgadas (40,6 cm) con neumáticos BFGoodrich All Terrain, defensa delantera y cubre cárter metálico, baca de techo africana Front Runner, gato de elevación T-MAX de 120 cm (47,2 pulgadas), barra de luces Osram 90W de 54 cm (21,3 pulgadas), planchas de desatasco en arena y pala a juego y faldillas negras.[21]

## Premios
- Premio ABC al Mejor Coche del Año 2017.[22]
- Coche del Año de los Lectores 2017.[23]
- Best Buy Car in Europe 2017 by Autodesk .[24]